# Mariano Juaristi Mendizabal
Mariano Juaristi Mendizabal, més conegut com a Atano III, (Azkoitia, 1904 - 2001) fou un jugador de pilota basca a mà, en la posició de davanter. És un dels pilotaris mítics i de referència, nogensmenys el 1986 el Frontó Anoeta de Sant Sebastià canvià el seu nom pel d'Atano III per homenatjar-lo.
Nascut al baserri Atano d'Azkoitia, d'on en rebé el malnom, formà part d'una llarga nissaga de germans pilotaris, puix 6 dels germans es dedicaren a jugar a pilota, mentre que un altre germà fou piloter (artisà que confecciona les pilotes). Atano VII, germà menor de Mariano, també fou un pilotari de renom, així com Atano X, fill d'Atano I.
Atano III debutà com a professional el 1922, però el 1926 vencé en un desafiament el campió d'aleshores, el Mondragonés, qui només era permés de colpejar la pilota amb la mà dreta, mentre que el jove Mariano jugava amb totes dues mans. Tot d'una els afeccionats i apostadors reclamaren saber qui era el nou rei amb la disputa de tres partides a igualtat de condicions, i totes tres foren guanyades per Atano III, la qual cosa li atorgà el títol no oficial de campió. Els millors pilotaris del moment (Echave IV, Pablo Eleguezábal, Rubio o Juanito Arteche), però, tenien dificultats o no gosaven reptar-lo, de manera que la Federació de Pilota establí el primer torneig oficial: el Campionat Manomanista de pilota basca, que fou vençut per Atano III de manera sobrada.
Atano III fou un pilotari de cos menut i d'aspecte fràgil, però ple de nervi i molt hàbil, a diferència de l'estil d'aquells moments, molt tranquil, sobri i de piloteig pesat. L'únic "però" eren les seues mans, trencadisses i que li forçaven a reposar durant llargues temporades. Fou per això que no acostumava a jugar més d'una partida al mes, de manera que les seues aparicions esdevenien espectacles de primer ordre. A finals dels anys 20 el seu catxé era 50 voltes superior al de cap pilotari normal.

## Palmarés
- Campió del Manomanista, 1940, 1942, 1944 i 1946.
- Subcampió del Manomanista, 1948.